# Troglohyphantes pugnax
Troglohyphantes pugnax este o specie de păianjeni din genul Troglohyphantes, familia Linyphiidae, descrisă de Deeleman-reinhold, 1978. Conform Catalogue of Life specia Troglohyphantes pugnax nu are subspecii cunoscute.